# 圣弥额尔圣殿 (蒙德塞)
罗马天主教 圣弥额尔圣殿 位于奥地利上奥地利州蒙德塞，是一座堂区教堂，属于林茨教区。2005年由教宗若望保禄二世升为宗座圣殿。
该教堂为电影《音乐之声》最后一幕的背景。